# Krukmakarskivan svänger runt
Krukmakarskivan svänger runt är en psalm av Anders Frostenson som diktades år 1957 och musik komponerades av Lars Edlund år 1957.

## Publicerad i
- Den svenska psalmboken 1986 som nr 343 under rubriken "Gud, vår Skapare och Fader".
- Psalmer och Sånger 1987 som nr 362 under rubriken "Fader, Son och Ande - Gud, vår Skapare och Fader".[1]